# Бубањ Салкуца Криводол комплекс
Бубањ Салкуца Криводол културни комплекс је група култура енеолитског периода које су се паралелно развијале и распростирале јужно од Тисаполгар Бодрогкерестур културе. Обухватале су области од Олтеније на северу до Пелагоније на југу, подручје око Мориша, у Трансилванији, у румунском и српском Подунављу, Софијску котлину. Западна граница биле су Хомољске планине, Морава и планински превој између Косова и Метохије.

## Локалитети
Системска истраживања ове културе вршена су на Бубњу код Ниша. Назив ове групе долази од овог налазишта, као и од локалитета Велика Хумска чука код Хума.
Налазишта у долини Тимока су: Крабар Сврачар у Смедовцу, Четаће у Ковилову, Идече код Прахова, Капу Ђалулуј код Вељкова.
У околини Бора налазе се локалитети: Злотска пећина, налази су откривени и код Брестовачке бање, Горње Беле реке и у Кривељу.
Површински налази откривени су у околини Неготина.
Горњи слојеви Плочника и Градца код Злокућана припадају Бубањ-Хум култури, као и налази са вишеслојног налазишта Хисар код Суве реке, Градимље код Липљана, Гладнице код Грачанице.
Локалитети у скопској котлини и Пелагонији су: Скопско кале, Црнобуке, налазишта код Шуплевца, Бакарног гумна, Карамана и Устие на Дрим.

## Насеља
Унутар Бубањ Салкуца Криводол коплекса утврђено је више различитих типова насеља, који зависе од економије којом су се становници насеља бавили. Насеобине могу бити: пећине, насеља на уздигнутим површинама, тумбе и сојенице. 
У Злотској пећини насеље се налазило у предњем делу, док су у унтрашњости пећине налази ретки. Констатована су огњишта и остаци куће на самом улазу. Претпоставља се, по дебљини културног слоја, да је пећина била коришћена дужи период.
Насеља на уздигнутим површинама била су често на речним терасама. Типични локалитети оваквог насеља су: Ковилово, Кривељ, Бубањ (археолошки локалитет), Хумска чука, Градац код Злокућана, Гадимље, Хисар, Скопско Кале и Шуплевац. Карактеристично за ова налазишта је да су насеља била тешко приступачна, јер су оивичена рекама, а материјални остаци са Кривеља, Бубња и Гадимља указују на неку врсту камене ограде или рова, којим је прилаз преко приступачне, прилазне стране био заштићен.
Тумбе и сојеничарска насеља честа су на локалитетима у Пелагонији и Алабији.

## Материјална култура
Рударство и мелалургија почињу прво да се развијају на северном подручју распростирања културног комплекса. Откривен је велики број бакарних налаза, углавном секира, шила и игала. Осим предмета од метала, нађени су и остаци секира од кости и јелењег рога, као и кремени стругачи, врхови стрела и кремени ножеви. Камени тучкови и жрвњеви су служили за обраду метала.

### Керамика
Керамика је честа, квалитетна и по фактури се ослања на традицију касне неолитске керамике, првенствено винчанске. Поред црно углачане керамике високог квалитета, јављају се и посуде лошијег квалитета. Карактеристичан облиоци су пехар са две дршке, здела са ободом повијеним ка унутрашњости, тањири и амфоре.
Отркивено је неколико стилизованих зооморфних теракота, као и антропоморфна пластика.